# Арвід Ное
Арне Відар Ре (норв. Arne Vidar Røed), більш відомий як Арвід Дарре Ное (норв. Arvid Darre Noe; 23 липня 1946 — 24 квітня 1976) — норвезький матрос (з 1961 по 1965) та водій-далекобійник (з 1969 по 1974), відомий як перша у Європі та одна з перших у світі жертв ВІЛ/СНІДу.

## Біографічні дані
Арвід Ное народився у 1946. З 1961 по 1965, під час своєї діяльності як матрос подорожував всіма океанами світу, у різний час перебував у портах, розташованих на всіх континентах. Під час своєї першої морської подорожі, що почалася в серпні 1961, працював на кухні норвезького торговельного судна, що тримало курс на західне узбережжя Африки — на розташовані там порти Сенегала, Гвінеї, Ліберії, Кот-д'Івуару, Гани, Нігерії та Камеруну. Під час перебування в цьому регіоні захворів на гонорею — цей факт доводить його неабияку сексуальну активність. Стосовно бісексуальності Ное немає ніяких прямих доказів, найбільш вірогідним поясненням зараження його ВІЛ є сексуальні контакти з жінками у місті Дуала. У травні 1962 Ное повернувся додому. У 1964 році два дні перебував у Момбасі, після цього ніколи більше не повертався до Африки. З 1969 по 1973-1974 працював водієм-далекобійником, перевозячи товари на вантажівці до багатьох країн Європи, в цей час він вів активне статеве життя та часто користувався послугами повій, які, імовірно, також заразилися ВІЛ після статевих контактів з Ное.

## Захворювання та смерть
Той факт, що зараження чоловіка вірусом ВІЛ відбулося в Кенії, — маловірогідне, скоріш за все, воно мало місце в Камеруні приблизно у 1961-62 рр. Починаючи з 1966 або 1969 року почали виявлятися перші симптоми імунодефіциту. У 1974-1975 стан здоров'я Ное стабілізувався, однак пізніше почало відбуватися його швидке погіршення. Незадовго до смерті Ное страждав на порушення рухових навичок та недоумство. Арвід Ное помер у квітні 1976 від захворювань, пов'язаних зі СНІДом (конкретно — від саркоми Капоші); через деякий час померли його дружина (грудень 1976) та молодша донька. У 1988 році було проведено аналіз тканин тіл Ное та його дружини, який підтвердив наявність у них в ВІЛ.